# Cabernet Carbon
Cabernet Carbon ist eine 1983 gezüchtete pilzwiderstandsfähige Rotweinsorte. Cabernet Carbon wurde am Staatlichen Weinbauinstitut Freiburg durch Norbert Becker aus den Sorten Cabernet Sauvignon (als Muttersorte, ♀) und Bronner (als Vatersorte, ♂) gekreuzt. Die Rebsorte Bronner wiederum ging aus den Elternsorten Merzling (als Muttersorte, ♀) und Gm 6494 (als Vaterpopulation, ♂) hervor. Trotz des Einflusses der Rebsorte Vitis amurensis über die Sorte Gm 6494 zählt Cabernet Carbon nicht zur Familie der Hybridreben.
Cabernet Carbon wurde unter der Zuchtstammnummer FR 377-83 r vom Züchter geführt, im Jahr 2000 beim Bundessortenamt in Hannover (BSA) zum Sortenschutz und zur Eintragung in die Sortenliste beantragt. Der Sortenschutz wurde 2004 erteilt und die die Sorte amtlich der Art Vitis vinifera zugeordnet, was gleichzeitig bedeutet, dass ihre Weine im Geltungsbereich der Europäischen Marktorganisation als Qualitätsweine bestimmter Anbaugebiete in Verkehr gebracht werden dürfen. Die Sorteneintragung seitens des BSA erfolgte 2008.

## Eigenschaften der Rebe
Die Blätter sind mittelgroß, drei- bis fünflappig und kräftig grün. Die Trauben sind länglich walzenförmig. Austrieb, Blüte und Reifebeginn erfolgen etwa eine Woche später als beim Blauen Spätburgunder. Die Frostfestigkeit gilt als sehr gut und übertrifft die von Riesling deutlich. Die Sorte beansprucht etwas bessere Standorte als der Blaue Spätburgunder.
Cabernet Carbon ist eine Varietät der Edlen Weinrebe. Sie besitzt zwittrige Blüten und ist somit selbstfruchtend. Beim Weinbau wird der ökonomische Nachteil vermieden, keinen Ertrag liefernde, männliche Pflanzen anbauen zu müssen.

## Eigenschaften des Weins
Die Rotweine sind kräftig, farbstoff- und gerbstoffreich. Sie entsprechen dem romanischen Weinstil (Alkohol, Gerbstoff, Würze, i. d. R. Prägung durch Barrique-Ausbau), wie er typischerweise vom Cabernet-Sauvignon geprägt ist.

## Abstammung
Norbert Becker nutzte zur Kreuzung dieser Sorte die Elternsorten Cabernet Sauvignon als Mutter und Bronner als Vater, der wiederum aus der Kreuzung von Merzling × Gm 6494 (oder auch Geisenheim 6494) hervorging. Gm 6494 war eine Sämlingspopulation, die im Jahre 1964 durch Professor V. Kraus in der damaligen Tschechoslowakei aus den Rebsorten Zarya Severa × St. Laurent gekreuzt wurde. Prof. Kraus bot die Sämlinge Prof. Dr. Helmut Becker (1927–1990), damals an der Forschungsanstalt Geisenheim tätig, an, der die Bedeutung dieses Materials erkannte und es züchterisch in Nachkommenschaftsprüfungen weiterbearbeitete. Aus der Sämlingspopulation Gm 6494 wurde der Sämling Gm 6494-5 aufgrund seiner besonderen Leistungsfähigkeit ausgelesen und später unter dem Sortennamen Rondo als eigenständige Rebsorte vermehrt und in die Praxis gebracht.
Norbert Becker recherchierte bei den Kreuzungen von Prof. V. Kraus aus dem Jahr 1964 für die Sämlingspopulation, die erst in Geisenheim die Bezeichnung Gm 6494 erhalten hatte, irrtümlich die Rebsorte Saperawi Severni statt Zarya Severa als Muttersorte ♀. Eine differenzierte Nachrecherche von N. Beckers Nachfolger Volker Jörger zusammen mit Kollegen von der Forschungsanstalt Geisenheim konnte den Irrtum aufzeigen und die wahre Elternschaft gilt jetzt in Fachkreisen seit dem Jahr 2003 als gesichert geklärt. Diese Erkenntnisse konnten jedoch nicht mehr in der 13. Auflage des Taschenbuch der Rebsorten aufgenommen werden.
Abstammung: Cabernet Sauvignon × (Merzling × (Zarya Severa × St. Laurent) (vulgo Bronner))